# Ophelimus dubius
Ophelimus dubius är en stekelart som först beskrevs av Girault 1913.  Ophelimus dubius ingår i släktet Ophelimus och familjen finglanssteklar. Inga underarter finns listade i Catalogue of Life.